# Powiat Freiberg
Powiat Freiberg (niem. Landkreis Freiberg) – były powiat w rejencji Chemnitz, w niemieckim kraju związkowym Saksonia. Wraz z powiatem Döbeln i Mittweida stworzył powiat Mittelsachsen.
Stolicą powiatu Freiberg był Freiberg.
Miasta
1. Augustusburg (5.152)
2. Brand-Erbisdorf (11.087)
3. Flöha (10.492)
4. Frauenstein (3.253)
5. Freiberg (42.897)
6. Großschirma (6.084)
7. Oederan (7.913)
8. Sayda (2.180)

Gminy
1. Bobritzsch (4.621)
2. Dorfchemnitz (1.785)
3. Eppendorf (4.721)
4. Falkenau (2.040)
5. Frankenstein (1.208)
6. Großhartmannsdorf (2.807)
7. Halsbrücke (5.572)
8. Hilbersdorf (1.427)
9. Leubsdorf (3.905)
10. Lichtenberg/Erzgeb. (2.957)
11. Mulda/Sa. (2.874)
12. Neuhausen/Erzgeb. (3.204)
13. Niederwiesa (5.237)
14. Oberschöna (3.679)
15. Rechenberg-Bienenmühle (2.278)
16. Reinsberg (3.247)
17. Weißenborn/Erzgeb. (2.723)

Wspólnoty administracyjne
1. Wspólnota administracyjna Flöha; gmina Falkenau i Flöha
2. Wspólnota administracyjna Freiberg; gmina Freiberg i Hilbersdorf
3. Wspólnota administracyjna Lichtenberg/Erzgeb.; gmina Lichtenberg/Erzgebirge i Weißenborn/Erzgebirge
4. Wspólnota administracyjna Oederan; gmina Frankenstein i Oederan
5. Wspólnota administracyjna Sayda; gmina Dorfchemnitz i Sayda